# Ludwig Mies van der Rohe
Ludwig Mies van der Rohe (født Maria Ludwig Michael Mies) (født 27. marts 1886 i Aachen, død 17. august 1969 i Chicago) var en tysk arkitekt.
Sammen med Walter Adolph Gropius og Le Corbusier anses Ludwig Mies van der Rohe for den moderne arkitekturs vigtigste pionerer. Som mange af sine samtidige efter 1. verdenskrig forsøgte han at udvikle en ny arkitektonisk stil, som kunne repræsentere den moderne tid, på samme måde som den klassiske og gotiske stil havde tegnet deres tid. Han skabte en indflydelsesrig arkitektonisk stil, som kom til at påvirke hele de 20. århundrede med vægt på en ekstrem form for klarhed og simplicitet. I hans senere bygninger brugte han moderne materialer som industrielt stål og pladeglas for at fremhæve et stramt men elegant design. Han udviklede brugen af fritliggende stålstrukturer og glas til at omkranse og definere rum og stræbte mod et arkitektonisk udtryk med en minimal ramme af struktureret orden balanceret mod den antydede frihed i åbne rum. Han kaldte sine bygninger ”skind og ben”-arkitektur. Han søgte en rationel tilgangsvinkel, som skulle guide den arkitektoniske designproces, og er kendt for sin brug af aforismen "Less is more", ”mindre er mere”, og ”Gud findes i detaljerne”

## Tidlig karriere
Mies arbejdede i sin fars stenhuggervirksomhed og for flere lokale arkitektfirmaer, inden han flyttede til Berlin, hvor han blev medarbejder hos indretningsarkitekt Bruno Paul.
Han begyndte sin arkitektkarriere med en læreplads ved Peter Behrens tegnestue fra 1908 til 1912, hvor han kom i kontakt med de nyeste designteorier og progressiv tysk kultur. Hans talent blev hurtigt opdaget, og han begyndte at udføre egne opgaver, selv om han manglede den formelle universitetsuddannelse.
Han var en fysisk imponerende, tænksom og tilbageholdende mand og tilføjede det mere aristokratisk lydende efternavn "van der Rohe" som en del af hans hurtige transformation fra en handlendes søn til en arkitekt, som arbejde med Berlins kulturelle elite.
Han begyndte sin selvstændige professionelle karriere ved at tegne huse for overklassen i traditionel tysk stil. Han beundrede de brede proportioner, gentagelse af rytmiske elementer, focus på forholdet mellem menneskeskabt og natur samt kompositioner, som brugte simple kubistiske former a la den tidlige 19. århundredes prøjsiske neo-klasissiske arkitekt Karl Friedrich Schinkel, mens han på samme tid afviste den eklektiske og overfyldte klassiske stil, som var normal ved slutningen af de 19. århundrede i Tyskland.

## Traditionalist til modernist
Efter 1. verdenskrig begyndte Mies at eksperimentere med moderne design, mens han på samme tid opførte traditionelle huse.
Han begyndte at tage del i avantgardens forsøg på at finde en ny stil for et nyt industrielt demokrati. De traditionelle stilarter havde været under angreb fra progressive teoretikere fra midten af det 19. århundrede. Hovedsagligt var angrebene rettet mod ornamenter, som ikke var del af den moderne strukturs underliggende konstruktion. Deres kritik vandt substantiel kulturel genklang efter 1. verdenskrigs rædsler, som blev set som de konservative kræfters fallit.
Den klassiske stils genopblomstring blev anset af mange som det arkitektoniske symbol for et aristokratisk system, der havde spillet fallit. Dristigt gik han væk fra alle former for ornamenter og fik en overraskende debut med et konkurrenceforslag til Friedrichstrasse-højhuset i Berlin i 1921. Det blev fulgt af en buet version i 1922. Han fortsatte med en serie enestående innovative projekter; højdepunktet var hans tyske pavilion til Barcelona-verdensudstillingen i 1929, (en reproduktion er senere blevet bygget på den oprindeliges plads) og den elegante Villa Tugendhat i Brno i Den Tjekkiske Republik, som blev færdig i 1930. Mens han fortsatte med at tegne traditionelle bygninger, begyndte han at arbejde med det progressive magasin “G” som blev grundlagt i 1923. Han blev kendt som arkitektonisk leder for Deutscher Werkbund, hvor han bl.a. organiserede den indflydelsesrige Weissenhof prototype til en modernistisk boligudstilling. Han var også en af stifterne af den arkitektoniske sammenslutning Der Ring.
Hans modernistiske tankegang var påvirket af den russiske konstruktivisme med deres ideologi om ”effektive” skulpturelle konstruktioner ved brug af moderne industrielle materialer. Mies fandt brugen af simple, retlinede og planlagte former og ren brug af linjer tiltalende, samt udvidelsen af rum omkring og ud over indersiden af bygningen som beskrevet af den hollandske De Stijl gruppe. Særligt lagdelingen af funktioner i rum og den klare artikulering af dele, som udtrykt ved Gerrit Rietveld, tiltalte Mies.
Som andre arkitekter i Europa var Mies tryllebundet af de frie rum og de åbne grundplaner af den amerikanske præriestil som Frank Lloyd Wrights. Adolf Loos' teorier vandt genklang hos Mies, særligt ideen om at fjerne al ornamentik, fjernelsen af alt det overflødige, brugen af simple men stærke materialer og beundringen for den amerikanske pragmatisme. Han deltog i den avantgardistiske Bauhaus-designskole som leder for arkitektur og adopterede og udviklede dens brug af simple geometriske former i skabelsen af brugsgenstande.
Efter mordene på Rosa Luxemburg og Karl Liebknecht, lederne af spartakistoprøret i 1919, fik Mies i 1926 til opgave at skabe et monument over de to myrdede. Monumentet blev tegnet som en abstrakt seks meter høj og 12 meter lang stenskulptur. Mindesmærket prydes med hammer og segl og blev efter instruks fra regeringen destrueret i 1933. For Mies van der Rohe var dette monument en undtagelse, da han generelt var upolitisk. Trods det for Mies unikke i dette politiske værk opnoteres mindesmærket i Vitruvio.ch Arkiveret 24. oktober 2007 hos  Wayback Machine og andre steder blandt hans hovedværker.

## Påvirkning og betydning
Den autodidakte Mies studerede metodisk fortidens og samtidens store filosoffer og tænkere. Han havde en ambitiøs mission om at skabe ikke kun en ny stil, men også et solidt intellektuelt fundament for et nyt arkitektonisk sprog, som kunne repræsentere en ny æra af teknologiske opfindelser og produktion. Han så behovet for en arkitektur, som udtrykte og var i harmoni med epoken, lige som den gotiske arkitektur havde været for en religiøs epoke.
Han anvendte en stram designproces ved at bruge rationel tankegang til at nå sine mål. Han mente, at arkitektur kommunikerede meningen og betydningen af den kultur, vi lever i. Mere end nogen anden af modernismens pionerer brugte Mies filosofi som basis for sit arbejde.

## Udvandring til USA
Mulighederne for at få nye opgaver blev mindre i Tyskland efter den verdensomspændende depression efter 1929, som ramte Tyskland særligt hårdt. I begyndelsen af 1930'erne, var Mies en kort tid den sidste leder for Bauhaus lige inden det faldt fra hinanden. Stilling tog han imod på opfordring fra vennen og konkurrenten Walter Gropius. Efter 1933 tvang nazisterne Mies til at lukke den offentligt finansierede skole pga. skolens tidligere associering med socialisme, kommunisme og andre progressive ideologier.
I disse år byggede han meget lidt, fordi hans stil blev afvist af nazisterne som ikke-germansk. Frustreret og utilfreds forlod han tøvende sit hjemland i 1937, da han ikke så nogen mulighed for nye byggerier i Tyskland. Han tog mod et tilbud om et byggeprojekt i Wyoming i USA og blev derefter tilbudt at lede arkitekturskolen i Chicago.
Da han som flygtning fra Nazi-Tyskland ankom til USA efter 30 år som arkitekt i Tyskland, var hans omdømme som pioner inden for moderne arkitektur allerede etableret. Hans arkitektur passede godt ind i den progressive amerikanske subkultur og Frank Lloyd Wright havde nu en reel konkurrent som USA's bedste arkitekt.

## Karriere i USA
Mies slog sig ned i Chicago i Illinois, hvor han blev leder af arkitekturskolen ved Chicagos Armour Institute of Technology (senere Illinois Institute of Technology – IIT). Et af hans krav var, at han skulle tegne de nye bygninger på universitetsområdet. Nogle af de mest berømte af dem står stadig som Alumni Hall og S.R. Crown Hall. I 1944 blev han amerikansk statsborger og brød endeligt med sit tyske fædreland.
Hans 30 år som amerikansk arkitekt blev en konsistent og moden tilgang mod at nå målet om en ny arkitektur for det 20. århundrede. Han fokuserede sit arbejde på ideen om at omkranse store åbne “universelle” rum med klare strukturelle rammer bestående af industrielt stål og former udfyldt med glas. Hans tidlige projekter for IIT og for ejendomsspekulanten Herb Greenwald åbnede amerikanernes øjne for en naturlig udvikling af den næsten glemte 19. århundreds Chicago Skoles stil. Hans arkitektur med rod i den internationale socialistiske stil blev accepteret for hovedkontorer for store amerikanske virksomheder.

## Den anden Chicago-skole
Mellem 1946 og 1951 tegnede og opførte Mies van der Rohe Farnsworth hus, et weekendhus uden for Chicago til dr. Edith Farnsworth. Her udforskede Mies forholdet mellem den individuelt menneskeskabte bygning og naturen. Dette mesterværk viste verden, at fritstående industrielt stål og glas var materialer, som kunne bruges til storslået arkitektur.
Glaspavillonen er løftet ca. to meter over en lille å ved Fox River omgivet af skov. Denne jomfruelige hvide strukturelle ramme med vægge udelukkende af glas, som omkransede et enkelt, rektangulært rum, lod natur og lys indhylle det indvendige rum. En træbeklædt kerne med køkken, kamin og toiletter er placeret inde i det åbne rum for at definere leve-, spise- og soverummene uden brug af vægge til at afgrænse rummene. Der findes ingen rumdelere i kontakt med det omgivende glas. Uden massive udvendige mure, giver gardiner bag hele glasfacaden mulighed for privatliv.
Huset er blevet beskrevet som sublimt og som et tempel, som svæver mellem himlen og jorden, et digt, og et kunstværk. Farnsworth huset og dets 60 acre skovgrund blev købt på auktion for 7,5 millioner $ af forskellige fredningsgrupper i 2004 og er nu et offentligt museum.
Den ikoniske bygning afledte hundreder af modernistiske huse. Et af de mest kendte, Glass House af Philip Johnson, som ligger ved New York, og som nu ejes af National Trust for Historic Preservation. Det anses som et af Mies' mest vellykkede byggerier. Huset er en legemliggørelse af Mies' vision om moderne arkitektur: en minimal “skin og ben”-ramme skaber et rum med tydelig og forståelig orden som modvægt til friheden og det åbne rum uden for vinduerne, mens der samtidig er brugt materialer, som alle repræsenterer perioden.
I 1958 tegnede Mies Seagrambygningen i New York, som anses for at være højdepunktet for moderne højhusbyggeriarkitektur. Mies blev valgt af kunden Phyllis Lamberts datter, som selv blev en anerkendt arkitekturpersonlighed og beskytter. Seagrambygningen er blevet et ikon for den voksende magt for den mest betydningsfulde institution (virksomheden) i det 20. århundrede. I et dristigt og innovativt træk valgte Mies at placere selve tårnet tilbagetrukket på grunden for at give plads til en lille plads foran bygningen med et springvand på Park Avenue. Selv om denne type bygning nu er anerkendt som et normalt designelement måtte Mies overbevise Bronfmans bankforbindelser om, at et højere tårn med ”spildt” åben plads var en god ide.
Mies' projekt inkluderede en bronze-curtain wall med eksterne h-formede vinduessprosser, som var blevet lavet større end det var nødvendigt. Dette skabte en del debat hos nogle af Mies' trofaste disciple om, hvorvidt Mies havde begået Adolf Loos' ornamentforbrydelse. Philip Johnson spillede en rolle i udvælgelsen af materialerne, som blev brugt indvendigt, samt på pladsen foran bygningen. Derudover tegnede han den overdådige Four Seasons restaurant.
Seagram bygningen anses for et tidligt eksempel på den innovative “fast-track” byggemetode, hvor design og konstruktion udføres på samme tid. Med Seagrambygningen som prototype tegnede Mies' tegnestue et antal moderne højhuse heriblandt Chicago Federal Center, som rummer Dirksen Federal Building og Kluczynski Federal Building og Post Office (1959) , IBM Plaza i Chicago, Westmount Square i Montreal samt Toronto-Dominion Centre i 1967.
Mies tegnede også en serie på fire højhusboligbebyggelser til middelklassen for ejendomsudvikleren Herb Greenwald herunder 860/880 og 900/910 Lake Shore Drive i Chicago. Disse højhuse med facader af stål og glas var en radikal afvigelse fra de typiske boligbygninger af mursten. (Interessant nok fandt Mies disse boliger for små for ham selv og valgte at fortsætte med at bo i en stor og traditionel luksuslejlighed ikke langt derfra).
Endnu engang blev disse bygninger prototypen for mange lejlighedsbyggerier i USA fra Mies' tegnestue.
I 1951-1952 designede Mies stål-, glas- og murstensbygningen McCormick House, som befinder sig i Elmhurst, Illinois, for ejendomsspekulant Robert Hall McCormick Jr. Disse var én-etages bygninger bygget som han kendte 860-880 Lake Shore Drive højhuse. Huset er i dag en del af Elmhurst Art Museum.
Mies sidste byggeri Neue Nationalgalerie kunstmuseum i Berlin anses for at være et af de mest perfekte udtryk for hans arkitektoniske tilgangsvinkel. Museets øverste pavilion består af en stålramme beklædt med glas. Pavillonen er et kraftfuldt udtryk for hans ideer om fleksible indvendige rum, åbne og ubehæftet af den eksterne strukturelle orden.

## Møbler
Mies designede moderne møbler ved at bruge nye industrielle teknologier. Flere af møblerne er blevet populære klassikere som Barcelonastolen og -bordet samt Brno stolen. Hans møbler er kendte for godt håndværk og en blanding af traditionelt læder og moderne kromrammer samt en tydelig adskillelse mellem den støttende struktur og den overliggende overflade. Mange af hans møbler opstod i et samarbejde med hans ven, indretningsarkitekten Lilly Reich.

## Mies som underviser
Mies spillede en betydelig rolle som underviser, fordi han mente at hans arkitektoniske sprog kunne læres og derefter kunne bruges i alle typer af moderne bygninger. Han arbejdede personligt og intensivt på prototypeløsninger og gav derefter sine studenter lov til at udvikle afledte løsninger til specifikke projekter under hans ledelse. Når ingen kunne matche hans geni og poetiske kvaliteter, ærgrede han sig over, at hans pædagogiske metoder havde slået fejl.
Mies lagde stor vægt på at uddanne arkitekter, som kunne fortsætte hans principper. Han afsatte megen tid og anstrengelser til at lede arkitekturprogrammet ved IIT.
Mies' barnebarn Dirk Lohan og to partnere overtog virksomheden efter hans død i 1969. Lohan, som havde samarbejdet med Mies om bygningen af the New National Gallery, fortsatte de eksisterende projekter, men ledte hurtigt virksomheden i sin egen retning. Andre elever fortsatte hans undervisning: Gene Summers, David Haid, Myron Goldsmith, Jaques Brownsom, Helmut Jahn og andre arkitekter hos firmaerne C.F. Murphy samt Skidmore, Owings & Merrill.
Mens Mies' arbejder havde enorm indflydelse, kunne hans tilgangsvinkel ikke fastholde nok kreativ styrke efter hans død og blev overskygget af den nye bølge af post modernisme fra 1980'erne. Han havde håbet, at hans arkitektur ville blive en universel model, som let kunne imiteres, men hans bedste værkers æstetiske styrke viste sig at være umulig at efterligne. At det ikke var muligt for hans disciple at skabe arkitektoniske mesterværker på højde med hans egne bygninger førte til, at modernismen som paradigme mistede kraft i forhold til konkurrerende teorier og til sidst blev overhalet særligt af postmodernismen.
Mies van der Rohe er begravet i Chicago.

## Fotogalleri
- Martin Luther King Jr. Memorial Library, Washington.
- Invendig billede af Neue Nationalgalerie museum i Berlin, Tyskland
- Lafayette Park, Detroit.
- Lafayette Højhuslejligheder, Detroit.

## Oversigt over bygninger
Canada
- Toronto-Dominion Centre – Kontorbygning, Toronto
- Westmount Square – Kontor og boligbygning, Westmount

Den Tjekkiske Republik
- Villa Tugendhat – Hus, Brno

Tyskland
- Riehl Haus – Hus, Potsdam (1907)
- Peris Haus – Hus, Zehlendorf (1911)
- Werner Haus – Hus, Zehlendorf (1913)
- Urbig Haus – Hus, Potsdam (1917)
- Kempner Haus – Hus, Charlottenburg (1922)
- Eichstaedt Haus – Hus, Wannsee (1922)
- Feldmann Haus – Hus, Wilmersdorf (1922)
- Mosler Haus – Hus, Babelsberg (1926)
- Lemke Landhaus- Hus,Hohenschonhausen 1932-1933 (Oberseestrasse 56-57)
- Weissenhof – Lejligheder, Stuttgart
- H. Lange Haus – Hus, Krefeld
- Neue Nationalgalerie – Moderne Kunstmuseum, Berlin
- Auf dem Hügel – Essen

Mexico
- Bacardi Office Building – Kontorbygning, Mexico City

Spanien
- Barcelona Pavillion – Verdensudstillings pavilion, Barcelona

USA
- Martin Luther King, Jr. Memorial Library – District of Columbia offentligt bibliotek, Washington, DC
- IBM Plaza – Kontorbygning, Chicago
- Lake Shore Drive Apartments – Lejligheder, Chicago
- Seagram Building – Kontorbygning, New York City
- Crown Hall – College of Architecture ved Illinois Institute of Technology
- I.I.T. Gas Station – Tankstation Illinois Institute of Technology
- Farnsworth House – Hus, Plano, Illinois
- Lake Point Tower – Lejligheder, Chicago
- Chicago Federal Center
  - Dirksen Federal Building – Kontorbygning, Chicago
  - Kluczynski Federal Building – Kontorbygning, Chicago
  - United States Post Office Loop Station – Postkontor, Chicago
- One Illinois Center – Kontorbygning, Chicago
- One Charles Center – Kontorbygning, Baltimore, Maryland
- Highfield House Condominium | 4000 North Charles – Lejligheder, Baltimore, Maryland
- Colonnade and Pavilion Apartments – Lejligheder, Newark, New Jersey
- Lafayette Park – Lejligheder, Detroit, Michigan (1963)
- Commonwealth Promenade Apartments – Lejligheder, Chicago (1956)

Caroline Weiss Law Building, Museum of Fine Art, Houston – Kunst Museum (1954)
Møbler
- Barcelona Stolen